# Figaro boardmani
Figaro boardmani es una especie de peces de la familia Scyliorhinidae en el orden de los Carcharhiniformes.

## Morfología
• Los machos pueden llegar alcanzar los 61 cm de longitud total.

## Alimentación
Come principalmente peces,  crustáceos cefalópodos.

## Hábitat
Es un pez de mar y de clima templado que vive entre 128-823 m de profundidad.

## Distribución geográfica
Se encuentra al sur de Australia.